# Maple (Wisconsin)
Maple – miasto w Stanach Zjednoczonych, w stanie Wisconsin, w hrabstwie Douglas.